# Hydaticus rochei
Hydaticus rochei är en skalbaggsart som beskrevs av Lorenzo Camerano 1907. Hydaticus rochei ingår i släktet Hydaticus och familjen dykare. Inga underarter finns listade i Catalogue of Life.